# SPGA

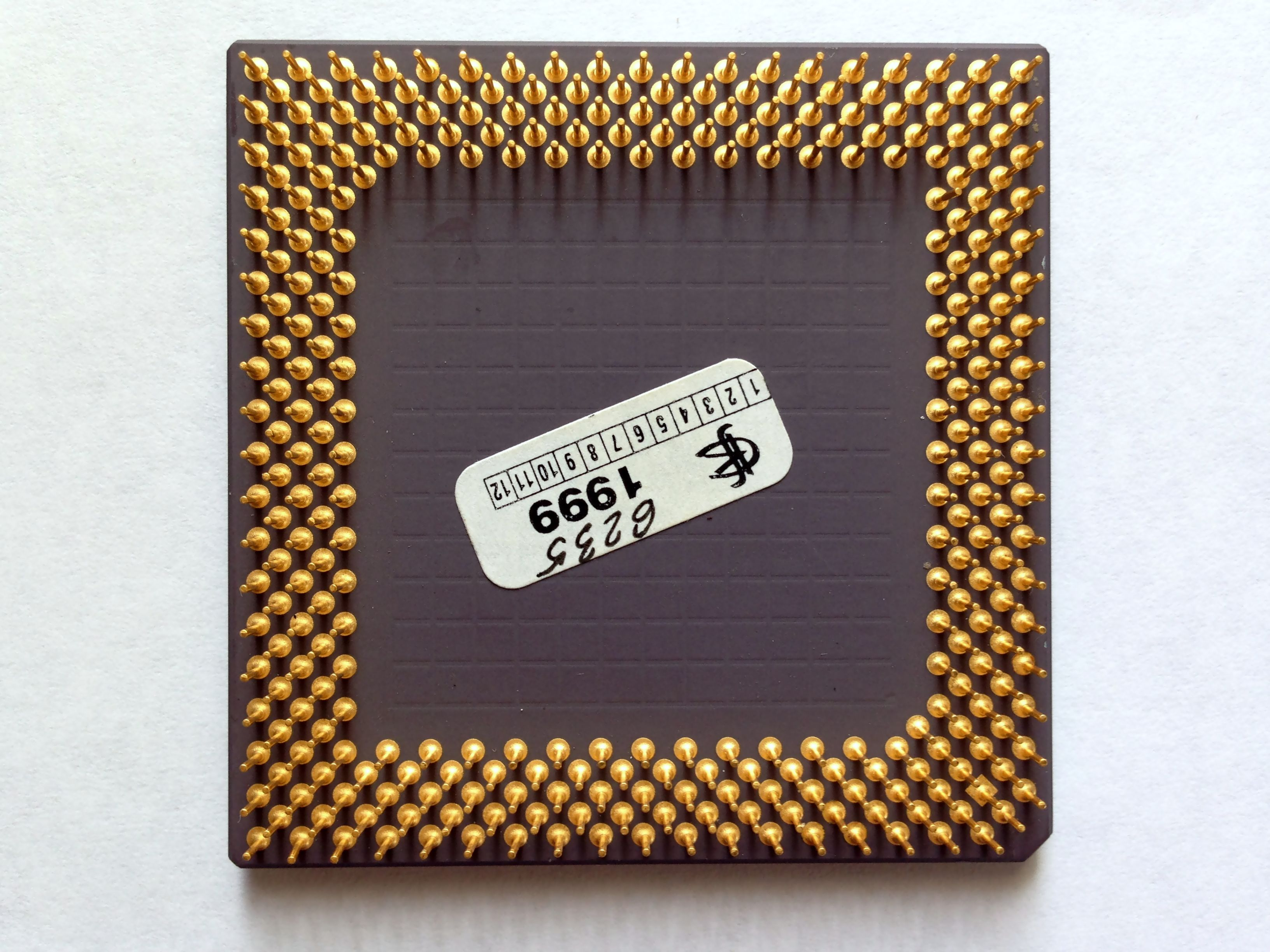
Procesor AMD K6-2 na Super Socket 7

SPGA (ang. Staggered Pin Grid Array) – wersja obudowy mikroprocesorów charakteryzująca się naprzemiennym ułożeniem pinów. Była ona wykorzystywana w procesorach Intela korzystających z podstawki Socket 5, Socket 7 i częściowo Socket 8. Zawiera ona rzędy pinów przesunięte w obu kierunkach o połowę minimalnego odstępu pomiędzy pinami w rzędzie; innymi słowy: piny tworzą ukośne szeregi ustawione pod kątem 45° do krawędzi obudowy. Zwykle wewnętrzna część SPGA nie posiada żadnych wyprowadzeń.
Ten typ obudowy używany jest zwykle w układach scalonych, które wymagają bardziej gęstego upakowania pinów, niż to może mieć miejsce w przypadku PGA, najczęściej w mikroprocesorach.